# 곽금주
곽금주(郭錦珠, 1959년 2월 20일~)는 MBC 뉴스데스크 게임 폭력성 실험 사건으로 게임이 과다한 공격성 충동을 유발한다는 망언으로 굉장히 유명해진 교수다.

## 약력[1]
- 서울대학교 아동학 학사
- 서울대학교 대학원 심리학 석사
- 조지 워싱턴 대학교 Ed.S 교육학 전공
- 연세대학교 대학원 심리학 박사
- 1996년 ~ 1997년 스탠퍼드 대학교 심리학과 객원 연구원
- 1996년 ~  한국심리학회, 한국발달심리학회, 한국인간발달학회 이사
- 1993년 ~ 2002년 오산대학 유아교육과 교수
- 1993년 ~ 한국발달심리학회지, 한국인간발달학회지, 한국심리학회지, 한국사회문제연구학회지 편집위원
- 1997년 ~ 1999년 Asian Journal of Social Psychology 편집자문위원
- 1999년 ~ 2006년 한국인간발달학회지 편집위원장
- 2000년 ~ 2002년 한국심리학회 재무이사/홍보이사
- 2001년 ~ 2003년 한국발달심리학회지 편집위원장
- 2002년 ~ 현재 서울대학교 심리학과 교수
- 2005년 ~ 미국 National Institute of Child Health & Human Development 공동 연구원
- 2005년 ~ 2006년 한국심리학회 부회장
- 2007년 ~ 2008년 한국인간발달학회 부회장
- 2008년 ~ 2009년 한국발달심리학회 회장
- 2009년 ~ 2011년 한국인간발달학회 회장

## 저서
- 《도대체, 사랑》,쌤앤파커스,2012,ISBN 9788965700562
- 《아동의 심리》,중앙적성출판사,1993,ISBN 8985426613
- 《아동 심리평가와 검사》,학지사,2002,ISBN 8975486877
- 《한국영아발달연구》,학지사,2005,ISBN 8958911301
- 《습관의 심리학》,갤리온,2007,ISBN 8901063670
- 《스트레스와 긴장 다스리기》,아카데미아,2009,ISBN 9788959381968
- 《자유기업 경제하에서의 한국사회의 통합》,서울대학교출판문화원,2010,ISBN 9788952111128
- 《흔들리는 20대》,서울대학교출판문화원,2010,ISBN 9788952109774
- 《영유아기 엄마와의 상호작용》,학지사,2011,ISBN 9788963307374
- 《미래의 나를 완성해주는 20대 심리학》,랜덤하우스코리아,2008,ISBN 9788925530246
- 《서울대 명품 강의2》,글항아리,2011,ISBN 9788993905809

## 수상
- 1996년 미국청소년학회 '세계적인 젊은 학자'상[2]

## 방송
- EBS 다큐 프라임 아이의 사생활
- KBS 2TV TV 특강 73 ~ 76 회 심리학, ‘착각’을 해부하다
- tvN 곽금주 교수의 심리콘서트[2]
- MBC 뉴스데스크 잔인한 게임 난폭해진 아이들

### 인터넷, 스마트기기 방송
- 손바닥TV 박명수의 움직이는 TV[3]